# Rosalie Matondo
Rosalie Matondo (18 de abril de 1963 (61 años), Yamena, Chad) es una agrónoma congoleña, y ministra de Estado de Economía Forestal, desde el 7 de mayo de 2016.··
Anteriormente fue coordinadora del "Programa Nacional de Forestación y Reforestación" (PRONAR) dentro del mismo Ministerio (2011-2016), y asesora del Jefe de Estado. (2013-2016).

## Biografía
Rosalie Matondo nació en 1963, en Yamena (luego conocido como Fort-Lamy) en Chad. Posteriormente, estudió en el Liceo de la Revolució, donde obtuvo una licenciatura (series D) en 1983. Luego se matriculó en la Academia Búlgara de Ciencias, donde estudió en el Departamento de Genética del Instituto Superior de Ciencias de Agronomía, en Plovdiv. Allí, obtuvo, en 1989, el doctorado en ingeniería agronómica. Luego, en 1993, obtuvo el diploma de Ciencias Agronómicas en Biotecnología Vegetal, por el Instituto de Ingeniería Genética en la misma academia.
En 1994, retornó al Congo, para unirse a un laboratorio de cultivo in vitro, hasta ese entonces dirigido por investigadores franceses e ingleses, que tuvieron que abandonar Brazzaville a causa de la guerra civil. En particular, ella cultivó plantas tropicales. En 1995, se unió al Centro Francés de Investigación Agrícola para el Desarrollo (CIRAD) como investigadora en el sector forestal. También se unió a la Escuela Nacional de Administración Forestal (ENSAF - ex Instituto de Desarrollo Rural), donde trabajó como docente e investigadora. En 2007, se colocó a la cabeza del servicio nacional de reforestación.

## Portales
- Portal:Ciencia política. Contenido relacionado con Ciencia política.
- Portal:República del Congo. Contenido relacionado con República del Congo.